# Metazygia cienaga
Metazygia cienaga là một loài nhện trong họ Araneidae.
Loài này thuộc chi Metazygia. Metazygia cienaga được Herbert Walter Levi miêu tả năm 1995.